# Anelosimus taiwanicus
Anelosimus taiwanicus är en spindelart som beskrevs av Yoshida 1986. Anelosimus taiwanicus ingår i släktet Anelosimus och familjen klotspindlar. Inga underarter finns listade i Catalogue of Life.